# مارتن كورتيس
مارتن كورتيس (بالإنجليزية: Martin Curtis)‏ هو موسيقي نيوزلندي، ولد في 1944.